# The Chosen (serie televisiva)
The Chosen è una serie televisiva statunitense del 2017 ideata, scritta e diretta da Dallas Jenkins. 
Si tratta della prima serie composta da più stagioni sulla vita e il ministero di Gesù di Nazareth.
Ambientata principalmente nella Giudea e Galilea del I secolo, la serie è incentrata su Gesù e sulle diverse persone che lo incontrarono, lo seguirono o interagirono in altro modo con lui.

## Trama
La prima stagione è ambientata nella Galilea del I secolo, dove Gesù inizia a costituire un gruppo per il suo ministero, invitando diverse persone con background diversi. Mentre compie i suoi primi miracoli, Gesù chiama a seguirlo la redenta Maria Maddalena, lo scalpellino Taddeo, il cantore Giacomo, i pescatori Simone, Andrea, Giacomo e Giovanni, il ristoratore Tommaso, la vignaiola Ramah e il pubblicano Matteo. Mentre il gruppo attraversa la Samaria e dopo aver incontrato Nicodemo, Gesù avvia il suo ministero pubblico dopo essersi rivelato a Fotina, una donna samaritana. 
Partendo dalla Samaria, la seconda stagione si sposta nelle regioni vicine, come la Siria e la Giudea, dove Gesù continua a costruire il suo gruppo di studenti. Mentre continua a compiere miracoli e si prepara per un discorso importante, Gesù chiama in aggiunta Filippo, discepolo di Giovanni il Battista, l'architetto Natanaele e lo zelota Simone.
Mentre la sua parola continua a diffondersi in tutta la regione, Gesù incontra sia opportunità che difficoltà. La stagione culmina con i preparativi per il Discorso della Montagna, con l'aiuto dell'apprendista Giuda Iscariota. Il gruppo ritorna poi a Cafarnao nella terza stagione, con la crescente popolarità di Gesù che preoccupa diversi gruppi sociali e politici, inclusi i romani e i farisei. Dopo il Discorso della Montagna, Gesù manda i suoi dodici apostoli, due a due, a predicare e compiere miracoli senza di lui. Gesù ritorna quindi nella sua città natale, Nazareth, il che si traduce in uno spostamento del suo ministero nell'anno della sua popolarità. Nel crescendo del finale di stagione nella Decapoli e presso il Mar di Galilea, Gesù sfama migliaia di persone con pani e pesci e poi cammina sulle acque.

## Episodi
| Stagione         | Episodi | Prima TV originale | Prima TV Italia |
| ---------------- | ------- | ------------------ | --------------- |
| Prima stagione   | 8       | 2019               | 2021            |
| Seconda stagione | 8       | 2021               | 2022            |
| Terza stagione   | 8       | 2022               | 2024            |
| Quarta stagione  | 8       | 2024               | 2025            |
| Quinta stagione  | 8       | 2025               | /               |

## Personaggi e interpreti
- Simon Pietro, interpretato da Shahar Isaac (stagione 1-in corso). Ex pescatore e uno dei dodici discepoli di Gesù, oltre ad esserne il leader de facto. È uno dei figli di Giona, è fratello maggiore di Andrea, marito di Eden, genero di Dasha ed ex compagno di pesca di Zebedeo e dei suoi figli. Insieme ai due fratelli, Giacomo il Maggiore e Giovanni, Simone fa parte della cerchia ristretta di Gesù.
- Gesù, interpretato da Jonathan Roumie (stagione 1-in corso). Carpentiere e rabbi di Nazareth, è figlio di Maria e Giuseppe. Da alcuni è considerato il Messia e il Figlio di Dio, ma da altri, a causa delle folle che lo seguono, è visto come una potenziale minaccia. Darren Valinotti e Shayan Fazli interpretano Gesù da bambino e da adolescente.
- Maria Maddalena, interpretata da Elizabeth Tabish (stagione 1-in corso). Di Magdala, è una donna che prima era posseduta da un demone e viveva sotto il falso nome di "Lilith". È una delle donne che aiutano Gesù nel suo ministero. Camila Carreon interpreta Maria da bambina.
- Matteo, interpretato da Paras Patel (stagione 1-in corso). Inizialmente un pubblicano a Cafarnao, ricco e sotto la protezione dei romani, diventa discepolo di Gesù dopo che questo lo chiama. A motivo del suo lavoro, non ha un buon rapporto con il padre ed è malvisto da alcuni altri discepoli, specie Simon Pietro, anche se poi si riconcilierà con lui e diverrà parte integrante dei Dodici.
- Andrea, interpretato da Noah James (stagione 1-in corso). È un ex pescatore di Cafarnao e uno dei dodici discepoli di Gesù. È uno dei figli di Giona, fratello minore di Simone, ex discepolo di Giovanni il Battista, amico di Filippo (entrambi sono di Betsaida), ed ex compagno di pesca di Zebedeo e dei suoi figli.
- Eden, interpretata da Lara Silva (stagioni 1, 3 e 4; ricorrente stagione 2). È la moglie di Simone e figlia di Dasha. Nella terza stagione subisce un aborto spontaneo e per questo la sua fede e il suo rapporto con Simone vacillano momentaneamente. È un personaggio inedito rispetto ai Vangeli.
- Samuele, interpretato da Shaan Sharma (stagione 1-in corso). È un fariseo di Cafarnao e uno degli studenti di Nicodemo. È molto critico sull'insegnamento di Gesù e cerca di incastrarlo. Nel finale della terza stagione, i due si ritrovano faccia a faccia e Gesù, vedendolo pieno di dubbi, gli chiede di pregare insieme.
- Zebedeo, interpretato da Nick Shakoour (stagione 1-in corso). È un ex pescatore di Cafarnao, padre di Giacomo il Maggiore e Giovanni, marito di Salome ed ex compagno di pesca di Simone e Andrea. Lasciata l'attività di pescatore, cercherà di dedicarsi alla produzione di olio.
- Giovanni, interpretato da George H. Xanthis (stagione 1-in corso). È un ex pescatore di Cafarnao e uno dei dodici discepoli di Gesù. È uno dei figli di Zebedeo e Salome, il fratello minore di Giacomo il Maggiore ed ex compagno di pesca di Simone e Andrea. Gesù soprannomina lui e suo fratello i "figli del tuono" per il loro fervore religioso e la loro impulsività. Insieme a Simone e Giacomo il Maggiore, Giovanni fa parte della cerchia ristretta di Gesù.
- Giacomo il Maggiore, interpretato da Abe Bueno-Jallad (stagione 2-in corso), Shayan Sobhian (stagione 1, episodi 1-4) e Kian Kavousi (stagione 1, episodi 5-8). È un ex pescatore di Cafarnao e uno dei dodici discepoli di Gesù. È uno dei figli di Zebedeo e Salome, il fratello maggiore di Giovanni ed ex compagno di pesca di Simone e Andrea. Gesù soprannomina lui e suo fratello i "figli del tuono" per il loro fervore religioso e la loro impulsività. Insieme a Simone e Giovanni, fa parte della cerchia ristretta di Gesù.
- Quinto, interpretato da Brandon Potter (stagioni 1, 3-in corso; ricorrente stagione 2). È magistrato romano a Cafarnao e pretore di Galilea.
- Gaio, interpretato da Kirk B.R. Woller (stagioni 1, 3-in corso; ricorrente stagione 2). È un centurione romano di alto rango a Cafarnao. Ha un servitore come figlio adottivo ed è stato la guardia del corpo di Matteo.
- Giuda Taddeo, interpretato da Giavani Cairo (stagione 1-in corso). È un ex scalpellino di Betsaida e uno dei dodici discepoli di Gesù.
- Giacomo il Minore, interpretato da Jordan Walker Ross (stagione 1-in corso). È un ex membro del coro del Tempio di Gerusalemme e uno dei dodici discepoli di Gesù. È affetto da una paralisi (come l'attore che lo interpreta) che gli impedisce di camminare correttamente.
- Tommaso, interpretato da Joey Vahedi (stagioni 2-in corso; ospite stagione 1). È un ex ristoratore delle pianure di Sharon e uno dei dodici discepoli, chiamati apostoli, di Gesù. È il corteggiatore ed ex socio in affari di Ramah.
- Ramah, interpretata da Yasmine Al-Bustami (stagioni 2-in corso; ospite stagione 1). È un ex vinaia di Tel Dor e una delle donne che aiutano Gesù nel suo ministero. Ex socia in affari di Tommaso, viene corteggiata da lui.
- Maria, madre di Gesù, interpretata da Vanessa Benavente (stagioni 2-in corso; ricorrente stagione 1). È la moglie di Giuseppe e madre di Gesù. Accompagna ogni tanto Gesù e il suo gruppo. Sara Anne interpreta Maria da giovane
- Filippo, interpretato da Yoshi Barrigas (stagioni 2-3), Reza Diako (stagione 4-in corso). È un ex discepolo di Giovanni il Battista e uno dei dodici discepoli di Gesù. È sia un compagno di Andrea della sua città natale, Betsaida, sia un vecchio amico di Natanaele.
- Natanaele, interpretato da Austin Reed Alleman (stagioni 2-in corso). È un ex architetto che viene da Cesarea di Filippo e uno dei dodici discepoli di Gesù.
- Simone lo Zelota, interpretato da Alaa Safi (stagioni 2-in corso). È un ex zelota di Ascalona e uno dei dodici discepoli di Gesù. Joseph Scott Campbell lo interpreta da adolescente.

- Giuda Iscariota, interpretato da Luke Dimyan (stagioni 3-in corso; ricorrente stagione 2). È un ex apprendista commerciale di Keriòt, ed è il tesoriere e uno dei dodici discepoli di Gesù.
- Nicodemo, interpretato da Erick Avari (stagione 1). È il capo dei farisei di Gerusalemme ed un membro importante del Sinedrio.
- Zohara, interpretata da Janis Dardaris (stagione 1). È la moglie di Nicodemo. È un personaggio inedito rispetto ai Vangeli.
- Giovanni il Battista, interpretato da David Amito (stagione 4; ricorrente stagioni 1-3). È un rabbino e un predicatore errante che battezza nel fiume Giordano. È il cugino di Gesù e l'ex maestro di Andrea e Filippo.

## Produzione
Dopo che Jenkins ha notato che non c'era mai stato un ritratto di Gesù basato su più stagioni e basato su episodi che potesse essere "visto senza sosta", come gli spettacoli su mezzi di streaming quali Netflix, ha deciso di creare la serie in collaborazione con Angel Studios, precedentemente VidAngel.
Con l'intenzione di distaccarsi dalle precedenti rappresentazioni di Gesù, ha creato un arco narrativo incentrato maggiormente sulle persone che hanno incontrato Gesù e lo hanno visto attraverso i loro occhi. Nelle interviste ha affermato che cercava di presentare Gesù in un modo che fosse più "personale, intimo [e] immediato".
I produttori dello spettacolo hanno utilizzato principalmente il crowdfunding sulla piattaforma Angel Studios per finanziare la produzione, e, ad oggi, la serie continua ad essere il progetto cinematografico di maggior successo finanziato tramite crowdfunding. Ulteriori entrate derivano dalla concessione di licenze ad altre piattaforme di streaming e reti TV, come Amazon Prime Video, Peacock e Netflix. La vendita di merchandise e video fornisce ulteriori fonti di reddito, così come le prime limitate proiezioni nei cinema. Lo spettacolo è stato ulteriormente adattato in una serie di romanzi del padre di Jenkins, l'autore Jerry B. Jenkins, una serie di graphic novel di Corvus Comics e materiali di studio biblico pubblicati da David C. Cook. 
La traduzione in 600 lingue è finanziata dalla Fondazione Come and See.

## Accoglienza
Secondo un'analisi del 2022 commissionata dai produttori dello spettacolo, 108 milioni di persone avevano visto almeno parte dello spettacolo attraverso l'app e le piattaforme di streaming.